# Bundesautobahn 33
Pour les articles homonymes, voir A33.
La Bundesautobahn 33 (BAB 33, A33 ou Autobahn 33) est une autoroute allemande reliant Osnabrück à Bad Wünnenberg en passant par Bielefeld et Paderborn. Elle traverse la Basse-Saxe et la Rhénanie-du-Nord-Westphalie et mesure 106 kilomètres.

## Tracé
L’A33 dispose de 31 sorties numérotées de 1 à 31 d’Osnabrück a Bad Wünnenberg et croise 3 autoroutes dans le même sens:
- à Osnabrück
- à Bielefeld
- à Bad Wünnenberg